# Par le trou de la serrure
Pour plus de détails, voir Fiche technique et Distribution.
Par le trou de la serrure est un film français réalisé par Ferdinand Zecca, sorti en 1901.
Ce film reprend les découvertes des Anglais de l'École de Brighton, et notamment de George Albert Smith (Ce qu'on voit dans un télescope et La Loupe de grand-maman), et initie en France le film à connotation érotique et de voyeurisme. C'est aussi un des premiers exemples d'utilisation du plan subjectif.

## Synopsis
Le valet de chambre d'un hôtel jette un coup d'œil indiscret par les serrures de ses clients. Dans la première chambre, il épie une jolie jeune femme en déshabillé, qui peigne son abondante chevelure. Retour sur le palier, le valet signifie par des gestes adressés au public (la caméra) que la jeune femme est « bien roulée » (voir regard caméra). Dans la deuxième chambre, il remarque une femme qui se démaquille, enlève sa perruque et se révèle être un travesti. Retour sur le palier, le valet prend un air dégoûté. Dans la troisième chambre, il voit un couple, dont la femme, légèrement vêtue, est assise sur les genoux de son amant, une bouteille de champagne trône sur le guéridon. Retour sur le palier, le valet secoue la main en signe de connivence, une belle nuit d'amour se prépare. Le valet se dirige vers une autre porte, mais l'occupant, un monsieur furieux, en sort à cet instant et entreprend de boxer le valet indélicat. 
« La morale est sauve, et pourtant le spectateur, voyeur invité et consentant, a été gratifié des indiscrétions du valet grâce aux trois plans subjectifs. »

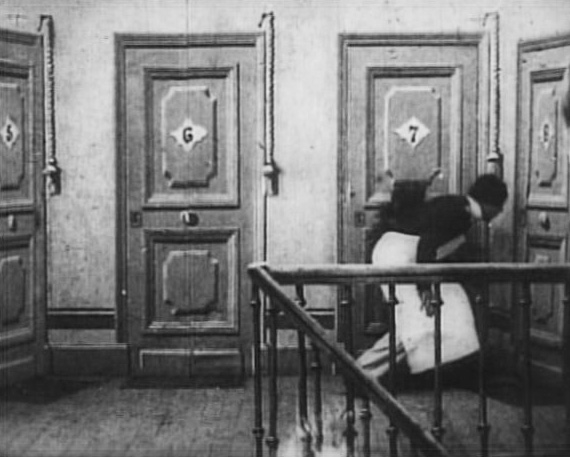
Photogramme du plan 1.
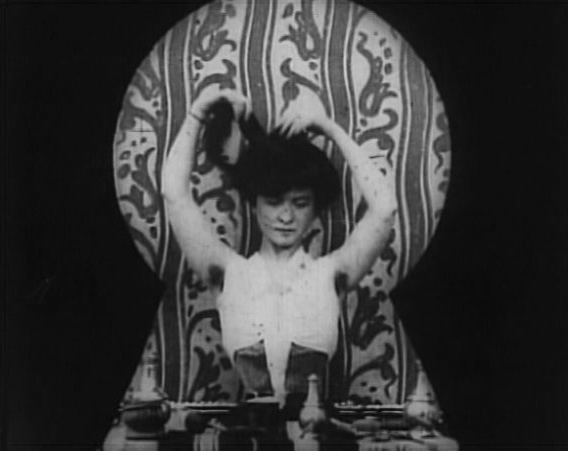
Photogramme du plan 2.
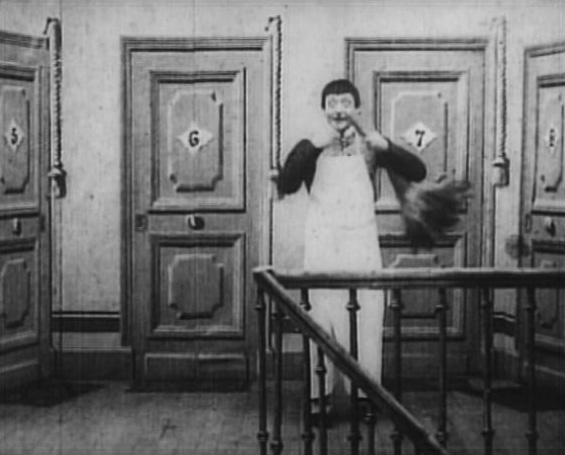
Photogramme du plan 3.
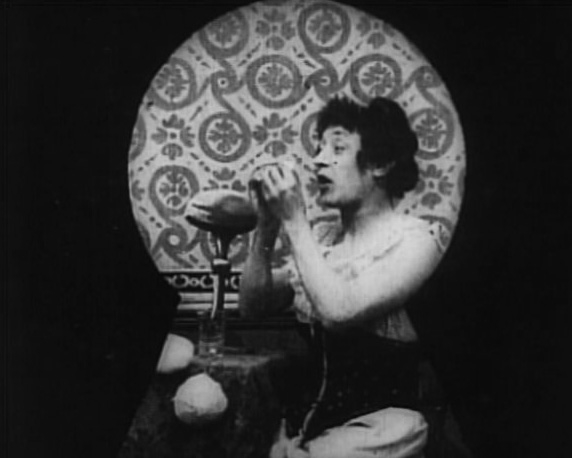
Photogramme du plan 4.
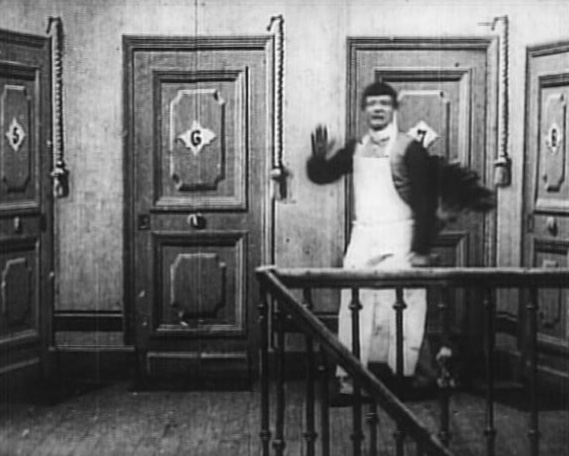
Photogramme du plan 5.
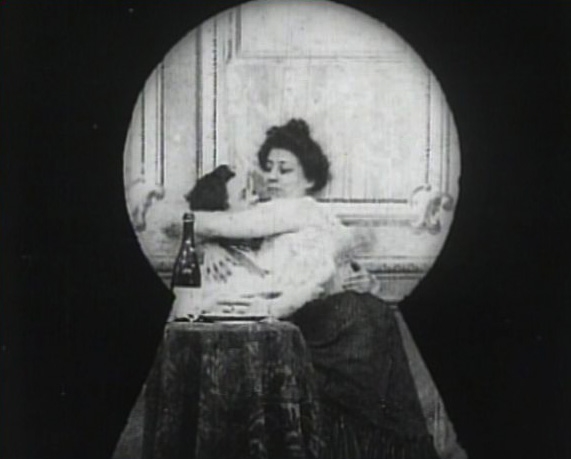
Photogramme du plan 6.
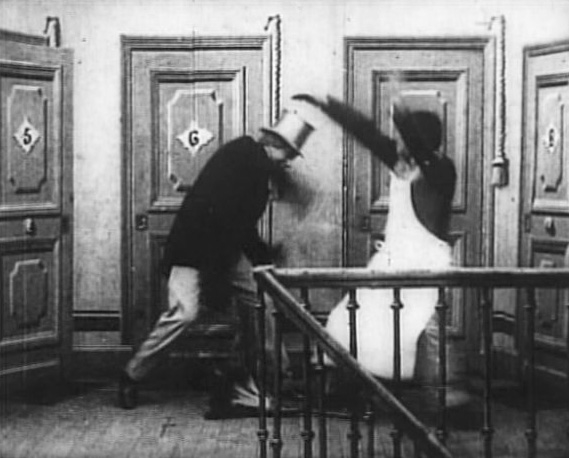
Photogramme du plan 7.

Les plans montés 1, 3, 5 et 7 sont un seul plan tourné en continu et découpé ensuite en autant d'actions séparées lors de l'opération du montage.

## Fiche technique
- Titre : Par le trou de la serrure
- Réalisation : Ferdinand Zecca
- Production : Pathé Frères
- Durée : 2 minutes
- Format : noir et blanc - 35 mm à double jeu de 4 perforations rectangulaires Edison - muet
- Dates de sortie :
  - France : 1901
  - États-Unis : 1902

## Analyse
À la différence de Georges Méliès, qui était lié d'amitié avec George Albert Smith, et qui n'a pourtant pas compris le bond qualitatif que les cinéastes anglais faisaient faire au langage du cinéma, à la charnière des XIXe siècle et XXe siècle, Ferdinand Zecca a su analyser ces progrès et les a adoptés aussitôt, comme le montre Par le trou de la serrure, qui est composé d'un plan maître (master shot) dans lequel sont intercalés plusieurs autres plans qui sont en fait autant de plans subjectifs. Une découpe en forme de trou de serrure permet le passage du plan du valet au plan du sujet épié, et vice-versa. L'utilisation de ce procédé sera bientôt plus franche, sans l'alibi du "voici ce que voit le personnage"[pas clair], et le découpage d'une scène en plusieurs plans sera la norme chez la plupart des cinéastes. Seul Georges Méliès continuera à concevoir ses spectacles de vues photographiques animées comme on divise au music-hall la représentation en "tableaux". « Méliès garde perpétuellement le même point de vue, celui du Monsieur de l'"orchestre", qui voit tout le décor, du "cintre" à la "rampe". »
« Le plan subjectif utilise souvent la découpe d’une loupe, celle d’une longue-vue, une serrure, l’entrebâillement d’une porte, une fenêtre et ses rideaux, un angle de mur, ou la présence d’autres personnages qui s’interposent entre celui qui regarde et celui qui est regardé… les possibilités sont nombreuses. Le plus souvent, il y a dans les plans subjectifs une indiscrétion, une charge prédatrice, une connotation de violence qui vient du voyeurisme lui-même. »
Rappelons qu'en 1900, les femmes vertueuses étaient toutes habillées de robes longues tombant jusqu'au sol, les bras recouverts de manches longues, le col montant sous le menton, les cheveux noués ou nattés et le plus souvent cachés sous une coiffe. Tout autre accoutrement possédait donc une charge érotique qui faisait de celle qui la portait une "gourgandine", une "catin", une "femme facile". « Ces interdits appartenaient aux codes de décence d’une société répressive bardée de tabous, qui avait fait du corps un lieu de honte et du sexe une abomination. »